# Los Corraleros de Majagual
Los Corraleros de Majagual es un conjunto de música tropical colombiana creado en 1962 por iniciativa de Antonio Fuentes, empresario musical y dueño de la casa disquera Discos Fuentes, impulsora de la música costeña. La agrupación ha obtenido múltiples Discos de Oro, el Guaicaipuro de Oro en 1967 al artista más importante de Venezuela, múltiples Congos de Oro otorgados por el Festival de Orquestas del Carnaval de Barranquilla, además de varias menciones y distinciones especiales de la prensa internacional. 
Según algunas fuentes, Los Corraleros del Majagual fueron responsables de una innovación crucial que marcó el sonido de la música costeña: la incorporación de acordeones tocando junto con la sección de metales de la orquesta.

## Historia
En 1961, se unieron Alfredo Gutiérrez y Calixto Ochoa para conformar un grupo musical presentándolo en Discos Fuentes. Antonio Fuentes, dueño de la casa disquera, tomó esa idea y conformó una orquesta como la que hizo Pedrito Alterque en 1912 llamada Los Corraleros de Astillón, utilizando a Alfredo y a Calixto como puntas de lanza de este nuevo proyecto llamándolo "Los Corraleros de Majagual", inspirándose en el nombre de la reconocida Plaza Majagual de Sincelejo. En 1962 presentaron su primer trabajo musical.
El grupo inició grabaciones de estudio con las voces de Eliseo Herrera, César Castro, Lucho Argaín, Julio Erazo, Nacho Paredes, Tony Zúñiga y los mismos Alfredo Gutiérrez y Calixto Ochoa; Armando Hernández y Lisandro Meza se integrarían más tarde a Los Corraleros. Además de ser cantantes líderes de la agrupación, Gutiérrez y Ochoa fueron parte del grupo de acordeoneros de esta junto a Lizandro Meza. En la instrumentación estuvieron a cargo Rosendo Martínez (bombardino), Carmelo Barraza y Fidel Ortiz (caja), John Mario Londoño (bajo y guitarrón mexicano), Enrique Bonfante (tumbadora), Chico Cervantes (platillo, cencerro y coros), José “Chelo” Cáceres (trombón), Manuel Cervantes (bombardino y trompeta), Rafico Restrepo (güiro y coros), Julián Díaz y el "Cachaco" Arango (saxo alto) y, finalmente, Humberto Pabón y Julio Ernesto Estrada (timbales). Antonio Fuentes y Mario Rincón se alternaron para grabarle al grupo.
Según el repertorio, el sabor y el sonido que se le quería brindar al grupo, Antonio Fuentes escogía los vocalistas y músicos que entrarían a la grabación en determinada producción, y le entregaba la responsabilidad de los arreglos musicales a maestros como Manuel Cervantes y “Chelo” Cáceres. Fue así como surgieron éxitos como "Paloma Guarumera", en las voces de Alfredo Gutiérrez y César Castro en 1963, además de "El Molinillo", "El Pájaro Picón" y "La Adivinanza", en la voz de Eliseo Herrera en ese mismo año. Esta agrupación significó una revolución en la música colombiana que gustó en el público de este país; incluso Panamá y Venezuela fueron invadidas con su música, recibiendo la misma aceptación de parte del público en estos países. Incluso se tienen registros del grupo tocando otros ritmos, como el norteamericano twist, popularizado por Chubby Checker en 1959. Luego aparecieron éxitos como "El Pasmao" de César Castro en 1965, "Charanga Internacional", "Los Sabanales", "El espejo del Chinito" y "El Ascensor", canciones interpretadas por Calixto Ochoa en 1966 y 1967; "La Resbalosa", con la voz de Tony Zúñiga en 1966; "Hace un Mes", con Julio Erazo en 1967 y "El Vampiro", "La Bonga", "La Burrita" y "La Mafafa", con Eliseo Herrera en 1965, 1966 y 1968.
Estas grandes actuaciones llevaron a una época dorada en Los Corraleros entre 1965 y 1970, cuando vino un receso en la agrupación. Las presentaciones del grupo lograron forjar fama y reconocimiento en muchos de sus integrantes en Colombia y en el extranjero. Por su éxito a nivel nacional e internacional, la nómina de la agrupación pasó a ser costosa y presentar a Los Corraleros de Majagual se había convertido en una odisea. Otras compañías fonográficas les ofrecieron a sus integrantes ofertas económicas importantes para grabar una o dos producciones con la misma línea musical de Los Corraleros, lo que les podría asegurar su éxito. A todo esto se sumó que para la época (principios de los años 70´s) los miembros de Los Corraleros ya venían manejando la idea de armar sus propias orquestas. Luego de las giras y los éxitos continuos sucedió lo inevitable, las ofertas de las casas disqueras a sus músicos y el deseo de cada uno de crear sus propias orquestas desvertebró la agrupación, quedando para ciertas presentaciones un reducto de músicos que ya no eran Los Corraleros originales. Se continuó con la grabación de algunos temas, pero el no tener al grupo de presentación original hizo que la orquesta desapareciera.
El reintegro de Los Corraleros de Majagual se hizo en 1978 comenzando una nueva etapa musical. Regresaban a los estudios de grabación para reivindicar la fama de otros tiempos, lo que lograron superando las expectativas al imponer canciones como "Culebra Cascabel", "Caracol", "Cigarrón Colorao", "Tingo al Tango", "Tres Puntá", "La Sampa", "La Yerbita", "El Tamarindo" y "Tres Tigres", todas en la voz de Eliseo Herrera; "El Azulejo", "Caballo Viejo" y "Ocho Días", en la voz de Armando Hernández; "El Calabacito", "El Mosquito", "La India Motilona", "Playas Marinas", "Rebrundisio", "Remangá" y "La Ombligona", en la voz de Calixto Ochoa; "El Disfraz" y "Mango Verde", interpretadas por Lisandro Meza; "El Mechón" de Tony Zúñiga; "Festival en Guararé" de Alfredo Gutiérrez; "La Pollera Colorá" de Chico Cervantes; "Mono Colorao" con Lucho Argaín y "No Me Busques" de César Castro.
Para los años 80´s y las décadas posteriores ya habían muerto varios de los músicos originales, y quienes aún vivían ya estaban comprometidos de lleno con sus propias agrupaciones. En 1988, el empresario colombiano Marcos Barraza reunió a las más importantes figuras, aún vivas, en un emotivo reencuentro en la ciudad de Barranquilla, teniendo un gran impacto entre sus seguidores pero efímero. En el reencuentro sólo estaban Calixto Ochoa y Eliseo Herrera. En esta presentación buscaron un reemplazo para Alfredo Gutiérrez y a Marcos Barraza se le ocurrió que los hijos de este podrían reemplazarlo en la gira nacional de 1990 y en los compromisos internacionales en Venezuela y Estados Unidos.
En 1994, se retiró del grupo Calixto Ochoa y quedaron Eliseo Herrera y los hijos de Alfredo Gutiérrez a cargo de la agrupación. En 1996 Eliseo Herrera, por problemas de salud, también se retiró del grupo, lo mismo que hicieran por las mismas razones Chico Cervantes en 1997 y Tony Zúñiga en 1999, quienes regresaron al grupo unos años después del reencuentro. Los hijos de Alfredo Gutiérrez (Dino, Walfredo y Alfredo Gutiérrez Jr), quienes quedaron al frente del grupo, llamaron a figuras nuevas como Andy Rico y Jaime Zapata, conformando lo que sería la Nueva Generación de Los Corraleros de Majagual. Entre presentaciones y compromisos, esta nueva generación presentó a sus seguidores dos nuevos álbumes; el primero en 1989 titulado 'De Nuevo Los Corraleros', y el segundo en 1991 titulado 'Arriba Los Corraleros'.
Desde 1995 realizan presentaciones ininterrumpidas en Estados Unidos, país que ha reconocido su talento y herencia; ejemplo de ello es que en 1995 les entregaron Mención Honorífica en el Festival de Acordeones y Vallenato en Miami, y en 1996 recibieron el premio Manzana de Oro, otorgado por el Centro Cívico Colombiano que organiza el Festival de la Independencia en Nueva York. En 1999 estuvieron en Perú y en el 2000 estuvieron de gira por Europa, visitando países como Francia, Alemania y Bélgica; en este último, fueron reconocidos por mejor vestuario y presentación en el marco del Festival Hoogstraten de ese año. En 2001 y 2003 grabaron dos nuevos trabajos discográficos titulados 'Sabor de Mi Tierra' y 'De Vallenato a Cumbia' respectivamente, conservando el sabor corralero de los miembros originales con instrumentos modernos como teclados y batería electrónica.